# Kiściec srebrzysty
Kiściec srebrzysty, bażant srebrzysty (Lophura nycthemera) – gatunek dużego ptaka z rodziny kurowatych (Phasianidae). Zamieszkuje góry Mjanmy, Tajlandię, Wietnam, Laos, południowe Chiny i wyspę Hajnan. Ptak hodowlany.
Komisja Faunistyczna Sekcji Ornitologicznej Polskiego Towarzystwa Zoologicznego wymienia go na liście gatunków stwierdzonych w Polsce, lecz nie zaliczonych do awifauny krajowej (kategoria E w klasyfikacji AERC – pojaw nienaturalny).

## Systematyka
Wyróżniono kilkanaście podgatunków L. nycthemera:
- L. nycthemera omeiensis – środkowy i południowy Syczuan.
- L. nycthemera rongjiangensis – południowo-wschodnie Kuejczou.
- L. nycthemera nycthemera – Kuangsi i Guangdong, północno-wschodni Wietnam.
- L. nycthemera fokiensis – północno-zachodni Fujian.
- L. nycthemera whiteheadi – Hajnan.
- L. nycthemera occidentalis – północno-zachodni Junnan, północno-wschodnia Mjanma.
- L. nycthemera rufipes – południowo-zachodni Junnan, północno-środkowa Mjanma.
- L. nycthemera jonesi – wschodnia Mjanma do południowych Chin i północnej Tajlandii.
- L. nycthemera ripponi – wschodnio-środkowa Mjanma.
- L. nycthemera beaulieui – południowo-zachodni Junnan, północny Laos, północno-zachodni Wietnam.
- L. nycthemera berliozi – północno-środkowy Wietnam.
- L. nycthemera beli – zachodnio-środkowy Wietnam.
- L. nycthemera annamensis – południowo-środkowy Wietnam.
- L. nycthemera lewisi – południowo-zachodnia Kambodża, południowo-wschodnia Tajlandia.
- L. nycthemera engelbachi – południowy Laos.

## Morfologia
Cechy gatunkuWystępuje wyraźny dymorfizm płciowy. Samiec jest biały, w czarne prążki i plamki; ogon prążkowany lub całkowicie biały, brzuch i czub są czarne. Samica jest podobna do samicy bażanta – jest w czarno-brązowy deseń, a pióra pokrywowe są czarne i brązowo obrzeżone, co przypomina łuski. Łatwy w hodowli.
Wymiary
- długość ciała (L. nycthemera nycthemera):
  - samiec: 120–125 cm, z czego ogon to 60–75 cm[2]
  - samiczka: 70–71 cm, z czego 24–32 cm to ogon[2].

## Ekologia

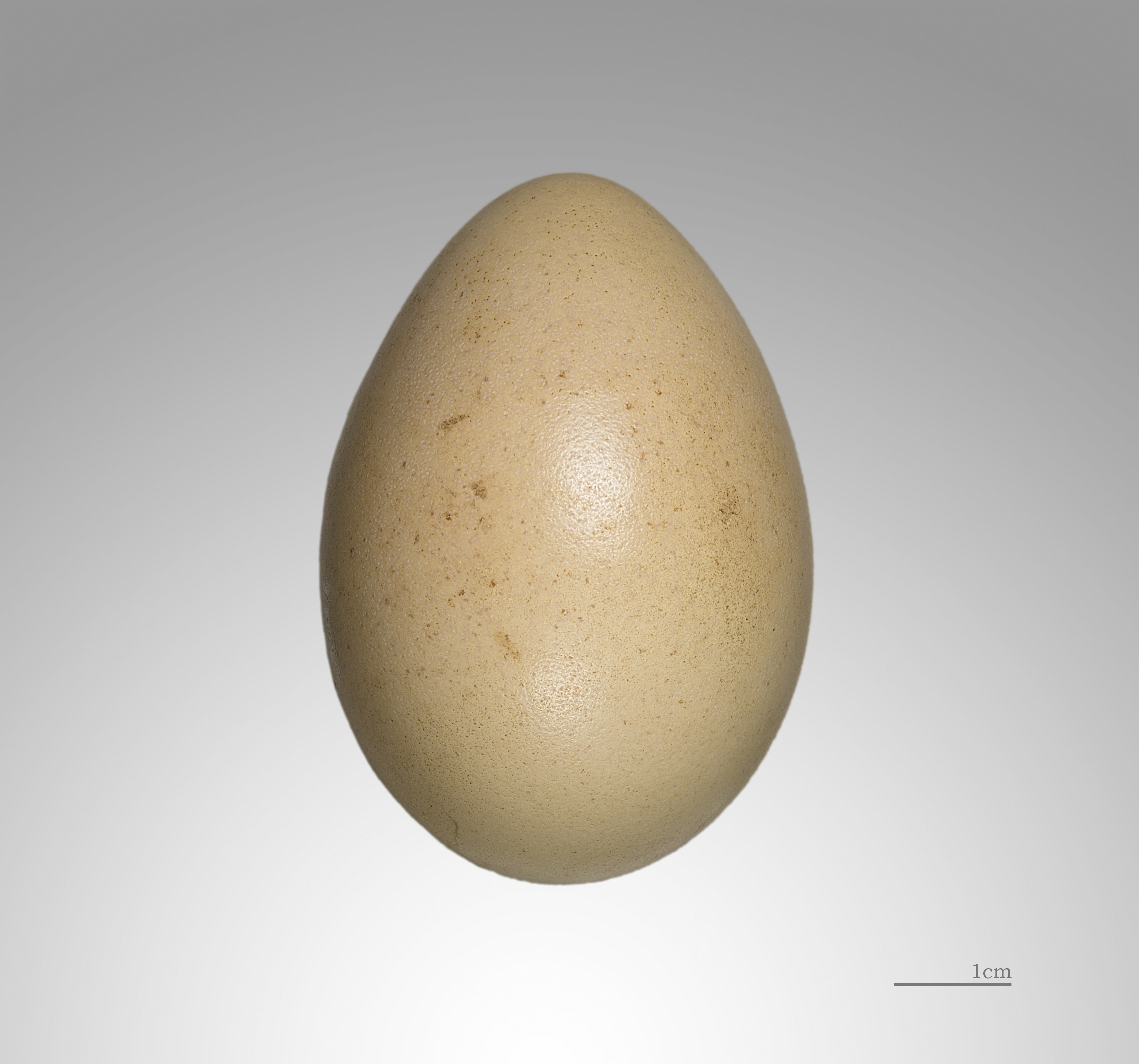
Jajo kiśćca srebrzystego

BiotopObrzeża gęstych lasów i dżungle bambusowe, głównie na wysokości 1500–2000 m n.p.m.
LęgiKiśćce srebrzyste hodowane w wolierze w okresie gniazdowania muszą mieć do dyspozycji skrzynkę wypełnioną sianem lub słomą. Gdy mieszkają w ogrodzie, same zatroszczą się o gniazdo. Samice mogą rozmnażać się po roku, samce po dwóch.
JajaSamica znosi 6–8 jaj, które wysiaduje przez 25 dni. Pisklęta są wodzone przez kurę, czasami samiec jej w tym pomaga.

## Status
IUCN uznaje kiśćca srebrzystego za gatunek najmniejszej troski (LC, Least Concern). Liczebność światowej populacji nie została oszacowana, ale ptak ten opisywany jest jako szeroko rozprzestrzeniony i wydaje się pospolity w odpowiednim dla niego środowisku. Liczebność populacji lokalnie spada ze względu na postępujące niszczenie siedlisk i nadmierne polowania.